# اما استپانیان
اما ملیکی استپانیان (ارمنی: Էմմա Մելիքի Ստեփանյան (Մելիքյան)؛ انگلیسی: Emma Stepanyan؛ ۲۶ اوت ۱۹۱۵ – ۱۶ فوریهٔ ۱۹۸۹) یک بازیگر اهل ارمنستان بود. 

## زندگی‌نامه
وی در ۲۶ اوت ۱۹۱۵ به دنیا آمد . وی همچنین برندهٔ جوایزی همچون هنرمند شایسته ارمنستان شوروی (۱۹۶۴)، هنرمند مردمی گرجستان شوروی شده است. وی در ۱۶ فوریه ۱۹۸۹ در سن ۷۳ سالگی در ایروان درگذشت.

## گزیده فیلمشناسی
از فیلم‌ها یا برنامه‌های تلویزیونی که وی در آن نقش داشته است می‌توان به گیکور (فیلم ۱۹۸۲) اشاره کرد.